# Asarum maximum
Asarum maximum es una especie de planta perteneciente a la familia Aristolochiaceae. Es originaria de China. 

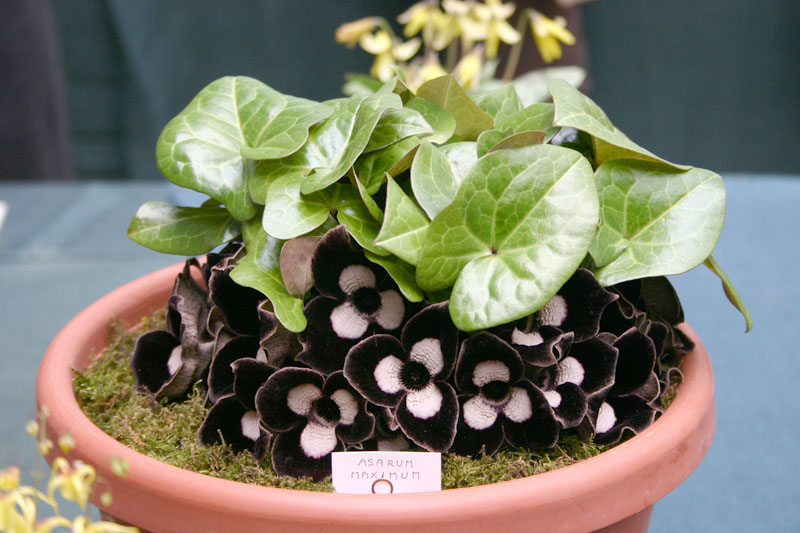
Vista de la planta

## Descripción
Son hierbas con rizomas horizontales, de 2-3 mm de diámetro, entrenudos menos de 1 cm y pecíolo de 10-23 cm; hojas verdes , estrechas a ampliamente ovadas o casi hastadas, de 6-13 × 7-15 cm, la superficie abaxial glabrescente, pubescente la superficie adaxial a lo largo de las venas y margen, cordadas en la base, lóbulos laterales 3-7 × 3.5-6 cm, ápice agudo. Pedúnculo ascendentes a recurvados, 1-5 cm. Cáliz de color púrpura oscuro. Fl. Abril-mayo.

## Distribución y hábitat
Se encuentra en los bosques, entre el humus; a una altitud de 6-800 metros en Hubei, Sichuan.

## Taxonomía
Asarum caudatum fue descrita por William Hemsley  y publicado en The Gardeners' Chronicle: a weekly illustrated journal of horticulture and allied subjects. ser. 3 7: 422. 1890.
Sinonimia
- Heterotropa maxima (Hemsl.) F.Maek.	[4]